# Giovanni Borromeo
Giovanni Borromeo (Roma, 15 dicembre 1898 – Roma, 24 agosto 1961) è stato un medico italiano insignito del titolo di Giusto fra le Nazioni.

## Biografia
Il professor Giovanni Borromeo, nato a Roma nel 1898 da una famiglia tradizionalmente impegnata in campo medico, negli Anni Venti rifiutò di prendere la tessera del Partito Nazionale Fascista e questo limitò le sue possibilità di carriera.

Il 2 dicembre 1933 sposò Maria Adelaide Mangani, dalla quale ebbe tre figli: Beatrice (1934-2006), Pietro (1937-2019, che scrisse saggi e romanzi per divulgare la storia del padre) e Maria Cristina (1943).
Nel 1934 venne nominato primario dal priore dell'ospedale Fatebenefratelli all'Isola Tiberina a Roma, fra' Maurizio Bialek. Sotto la sua direzione l'antico nosocomio, ormai ridotto a semplice cronicario, diventò una delle migliori istituzioni mediche di Roma. L'ospedale, durante la guerra, fu anche un sicuro rifugio per decine di ebrei perseguitati.
Il professor Borromeo prese con sé in ospedale il dottor Vittorio Emanuele Sacerdoti, di Ancona, che era stato messo in contatto con il dottor Borromeo dal suo ex maestro Marco Almagià, zio di Sacerdoti. Il dottor Sacerdoti, di origine ebrea, poté lavorare in ospedale grazie a un documento falsificato. Alla fine di settembre 1943, durante l'occupazione tedesca della capitale, fu ordinato agli ebrei di Roma di consegnare cinquanta chilogrammi d'oro. In quei giorni il dottor Sacerdoti portava in ospedale gli ebrei e li faceva ricoverare con il benestare del professor Borromeo e di padre Maurizio Bialek, priore del Fatebenefratelli. Trasferì anche ebrei dall'ospedale ebraico del ghetto, situato proprio di fronte al Fatebenefratelli. Altri si unirono a loro il giorno dell'arresto in massa degli ebrei di Roma (16 ottobre 1943). Con il consenso del professor Borromeo e del priore, furono tutti accolti con la diagnosi di "malattia K.", che di per sé potrebbe significare "Malattia di Koch" o "malattia di Kappler", ma che era anche un modo convenzionale per dire "malattia di Kesselring", essendo Kesselring il comandante delle forze armate tedesche.
Ai primi di novembre del 1943, anche Gina Almagià e sua madre trovarono rifugio in ospedale, dove rimasero per poche settimane, quando furono ricoverate al Convento dei Sette Dolori al Gianicolo. Claudio e Luciana Tedesco hanno detto a Yad Vashem che anche i loro genitori e la nonna erano stati ricoverati in ospedale. I bambini furono inizialmente nascosti da una famiglia, ma nell'aprile 1944 anche loro furono portati in ospedale. Giorgina Ajò, convertitasi al cristianesimo dopo aver sposato Antonio Briganti di Palermo, e suo figlio Pierluigi, nato e battezzato nel 1939, trovarono rifugio in ospedale dal dicembre 1943 al 5 maggio 1944. All'inizio di maggio 1944 i tedeschi fecero irruzione nell'ospedale. La famiglia Tedesco descrisse come ai pazienti fosse stato detto, dal Professor Borromeo, di tossire al fine di spaventare e scoraggiare i tedeschi, incutendogli il timore di contrarre malattie contagiose come la tubercolosi. I tedeschi tuttavia trovarono sei ebrei polacchi che si nascondevano su un balcone e li portarono via; furono incarcerati nel carcere di Regina Coeli ma sopravvissero grazie alla liberazione di Roma avvenuta un mese dopo.
Claudio e Luciana Tedesco ricordano di essere venuti in ospedale per ringraziare i loro soccorritori. Gina Almagià, insieme ai suoi parenti Luciana e Claudio Tedesco, fecero così conoscere il coraggio e l'altruismo del professor Giovanni Borromeo. La famiglia Tedesco espresse gratitudine piantando alberi in onore dei loro soccorritori in una delle foreste in Israele  rivolgendosi a Yad Vashem per far riconoscere il dottor Borromeo come Giusto. Il 13 ottobre 2004, Yad Vashem ha riconosciuto Giovanni Borromeo come Giusto tra le Nazioni.

## Durante la Resistenza
Il professor Borromeo partecipa anche alla Resistenza, installando insieme a fra Maurizio, negli scantinati dell’ospedale, una radio ricetrasmittente clandestina, in continuo contatto con i partigiani operanti nel Lazio e soprattutto con il suo amico Generale Roberto Lordi (del quale è medico personale). Questi coordina le truppe italiane sparse, organizzandole per la Resistenza e rifornendole di armi e munizioni. Il Generale viene arrestato dai tedeschi per un suo atto di generosità: il 17 gennaio 1944 si presenta spontaneamente alle carceri di via Tasso, insieme al generale Sabato Martelli Castaldi (nome in codice “Tevere”) per scagionare il proprietario del polverificio “Stacchini”, dove entrambi lavoravano. I due generali erano stati allontanati dall’Aeronautica militare, per avere segnalato per via gerarchica le deficienze e le disfunzioni dell’organizzazione. Finirono nelle Fosse Ardeatine. Entrambi sono medaglia d’oro alla memoria.
Poco tempo dopo l’arresto del Generale Lordi, alle sette e mezza di mattina, a casa Borromeo arriva una telefonata. Una voce con forte accento tedesco chiede del Professore. È il comando di via Tasso. A rispondere è la moglie: “Mi dispiace è già uscito”. Dall’altra parte del telefono: “Bene, veniamo a prenderlo, lo aspetteremo”. Ricorda ancora il figlio: “Papà afferra la cornetta: stavo uscendo, vi aspetto. Teme rappresaglie per la famiglia. Non può non andare… al portone c’è già la pattuglia delle SS in attesa… A via Tasso papà scopre il perché della convocazione: il Generale Lordi è malato di cuore e ha chiesto del suo medico. Data la sua posizione di alto ufficiale, gli è stato concesso… Papà ottiene di visitare privatamente il proprio paziente. Appena soli, Roberto Lordi gli sussurra: mi tortureranno e io non so se riuscirò a non fare i nomi di tutti e tu devi impararli a memoria con gli indirizzi, i recapiti, tutto, devi avvertirli che si mettano in salvo al più presto. Papà intanto lo visita perché potrebbero essere spiati. Si salutano con una stretta di mano. Tutti vengono immediatamente avvertiti e fuggono”.
Questa straordinaria visita del professor Borromeo a Roberto Lordi prigioniero a Via Tasso, oltre che essere una testimonianza del figlio Pietro Borromeo, è riportata nel calendario segreto di Sabato Martelli Castaldi che annota la visita all'amico Roberto in corrispondenza del 12 febbraio 1944.
Il racconto di Sacerdoti (1998), inquadra la situazione del Fatebenefratelli dopo l'8 settembre dicendo che si era venuto a creare al suo interno un gruppo di medici che prestavano cure ai partigiani. Che questa attività era segreta e che lui, giovane e in una posizione precaria, veniva inviato a curare i partigiani alla macchia. Nella sua deposizione dà con precisione la data di questo evento: la giornata del 16 ottobre 1943. Si trattava di 27 persone, suoi pazienti, che si erano recati in ospedale da lui sperando di sfuggire alla cattura. Sacerdoti dice che li fece ammettere con la diagnosi di tubercolosi e che Borromeo non si oppose. I pazienti rimasero per pochi giorni e poi dovettero uscire. Sacerdoti insiste più volte che dopo il 16 ottobre molti, anche di questo gruppo, caddero vittime delle delazioni. Sul motivo del ricovero, morbo di Koch, Sacerdoti spiega che tra i medici lo usavano con il doppio senso di Kesselring per identificare quei ricoverati che erano in realtà fuggitivi. Dalle parole di Sacerdoti si induce che questo codice riguardava tutti i fuggitivi, non solo gli ebrei che comunque furono un caso isolato. Richiesto su chi avesse pensato al codice, risponde "non saprei, lo usavamo, forse sarà stato il primario Giovanni Borromeo".
Sia nelle sue memorie che in alcune interviste, Adriano Ossicini, al tempo giovane medico alle dipendenze del Professor Borromeo, attribuisce la paternità del codice a Sacerdoti in relazione al soccorso degli ebrei. In un articolo cita un episodio molto specifico: "Ricordo ancora lo straziante grido di una madre in quell'alba, a via della Reginella, che urlava al figlio piccolo: «Scappa via, bello de mamma, scappa!». Questo ricovero degli ebrei facendo finta che fossero pazienti divenne poi, con l'aiuto del coraggioso primario, il professor Giovanni Borromeo – il quale per questa sua azione ha avuto poi, postumo, un riconoscimento solenne da Israele - abbastanza sistematico ed i soggetti ricoverati furono numerosi.
Nella versione di Pietro Borromeo e di Gordon Thomas autore di un libro apologetico su Pio XII, la storia viene presentata come parte di un'iniziativa di soccorso pianificata da Giovanni Borromeo nelle settimane precedenti alla retata del 16 ottobre. I due autori sostengono che Borromeo avesse inventato una malattia inesistente, il Morbo di K. per permettere un piano di soccorso degli ebrei.

## Film
Giovanni Borromeo è diventato un protagonista del documentario "My Italian Secret" commissionato al regista Oren Jacoby da una fondazione Italo-Americana impegnata nel sostenere l'eccezionalità dell'Italia e del Vaticano nell'opera di soccorso e salvataggio degli ebrei.
"My Italian Secret", basa l'intera storia sull'aneddoto della malattia inesistente. Il lavoro di Jacoby parte dal progetto di un'agente di marketing gastronomico, Elizabeth Bettina che nel 2009 ha pubblicato il libro "It Happened in Italy". Come il libro di Elizabeth Bettina, anche il film era stato annunciato dal presidente della fondazione Joseph Perella come omaggio a Giovanni Palatucci.

## Libri
La vicenda di Giovanni Borromeo è anche raccontata, in forma romanzata, nel libro per ragazzi La bugia che salvò il mondo dell'autrice Nicoletta Bortolotti.

## Onorificenze
- Diploma di Giusto fra le Nazioni di Israele